# Teeratep Winothai

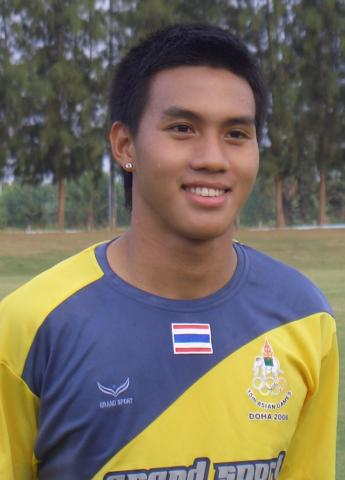
Winothai con en 2006.

Teeratep Winothai (en tailandés: ธีรเทพ วิโนทัย, Bangkok, Tailandia, 16 de febrero de 1985) es un exfutbolista de Tailandia que jugaba en la posición de delantero. Hizo su carrera en divisiones menores en Inglaterra.

## Carrera

### Club
| Periodo   | Club                         | Apariciones | Goles |
| --------- | ---------------------------- | ----------- | ----- |
| 2006–2008 | BEC Tero Sasana              | 65          | 22    |
| 2008–2010 | Lierse SK                    | 6           | 3     |
| 2009–2010 | → Muangthong United (cedido) | 33          | 8     |
| 2010      | → BEC Tero Sasana (cedido)   | 8           | 3     |
| 2011      | BEC Tero Sasana              | 15          | 9     |
| 2012-2014 | Bangkok Glass FC             | 69          | 19    |
| 2014-2015 | Police United FC             | 43          | 11    |
| 2016-2019 | Bangkok United               | 83          | 23    |
| 2019      | → Chonburi FC (cedido)       | 13          | 2     |
| 2020–2022 | Chonburi FC                  | 11          | 0     |
| 2021–2022 | → Police Tero FC (cedido)    | 41          | 5     |
| 2022      | Police Tero FC               | 11          | 1     |

### Selección nacional
Jugó para Tailandia en 45 ocasiones de 2005 a 2022 y anotó 16 goles; participó en la Copa Mundial de Fútbol Sub-17 de 1999, en la Copa Asiática 2007 y en los Juegos Asiáticos de 2006.

## Tras el retiro
Al retirarse se graduó como bachiller en educación de la Universidad de Chulalongkorn.

## Logros

### Club
- Thai Premier League (1): 2009
- Thai Division 1 League (1): 2015

### Selección nacional
- AFF U-19 Youth Championship (1): 2002
- Sea Games (4): 2001, 2003, 2005, 2007
- T&T Cup (1): 2008
- King's Cup (1): 2017

### Individual
- Delantero del Año de la Liga de Tailandia (1): 2008
- Jugador del Mes de la Liga de Tailandia (1): septiembre de 2013[12]

## Estadísticas

### Goles con selección nacional
| #   | Fecha      | Sede                                 | Rival           | Marcador | Resultado | Torneo                                               |
| --- | ---------- | ------------------------------------ | --------------- | -------- | --------- | ---------------------------------------------------- |
| 1.  | 26-3-2006  | Chon Buri Stadium, Tailandia         | Filipinas       | 2–0      | 5–0       | Amistoso                                             |
| 2.  | 26-3-2006  | Chon Buri Stadium, Tailandia         | Filipinas       | 3–0      | 5–0       | Amistoso                                             |
| 3.  | 8-10-2007  | Suphachalasai Stadium, Tailandia     | Macao           | 4–1      | 6–1       | Clasificación para la Copa Mundial de Fútbol de 2010 |
| 4.  | 6-2-2008   | Saitama Stadium 2002, Japón          | Japón           | 1–1      | 1–4       | Clasificación para la Copa Mundial de Fútbol de 2010 |
| 5.  | 15-3-2008  | Kunming Tuodong Sports Center, China | China           | 1–1      | 3–3       | Amistoso                                             |
| 6.  | 15-3-2008  | Kunming Tuodong Sports Center, China | China           | 2–1      | 3–3       | Amistoso                                             |
| 7.  | 20-5-2008  | Rajamangala Stadium, Tailandia       | Nepal           | 5–0      | 7–0       | Amistoso                                             |
| 8.  | 20-5-2008  | Rajamangala Stadium, Tailandia       | Nepal           | 7–0      | 7–0       | Amistoso                                             |
| 9.  | 25-5-2008  | Rajamangala Stadium, Tailandia       | Irak            | 1–0      | 2–1       | Amistoso                                             |
| 10. | 2-6-2008   | Rajamangala Stadium, Tailandia       | Baréin          | 2–2      | 2–3       | Clasificación para la Copa Mundial de Fútbol de 2010 |
| 11. | 20-12-2008 | Rajamangala Stadium, Tailandia       | Indonesia       | 1–1      | 2–1       | Copa Suzuki AFF 2008                                 |
| 12. | 18-7-2009  | SCG Stadium, Tailandia               | Pakistán        | 4–0      | 4–0       | Amistoso                                             |
| 13. | 8-9-2010   | Ambedkar Stadium, India              | India           | 1–0      | 2–1       | Amistoso                                             |
| 14. | 26-1-2013  | 700th Anniversary Stadium, Tailandia | Corea del Norte | 1–0      | 2–2       | King's Cup 2013                                      |
| 15. | 5-3-2014   | Rajamangala Stadium, Tailandia       | Líbano          | 1–3      | 2–5       | Clasificación para la Copa Asiática 2015             |
| 16. | 14-7-2017  | Rajamangala Stadium, Tailandia       | Corea del Norte | 3–0      | 3–0       | King's Cup 2017                                      |